# August Haake

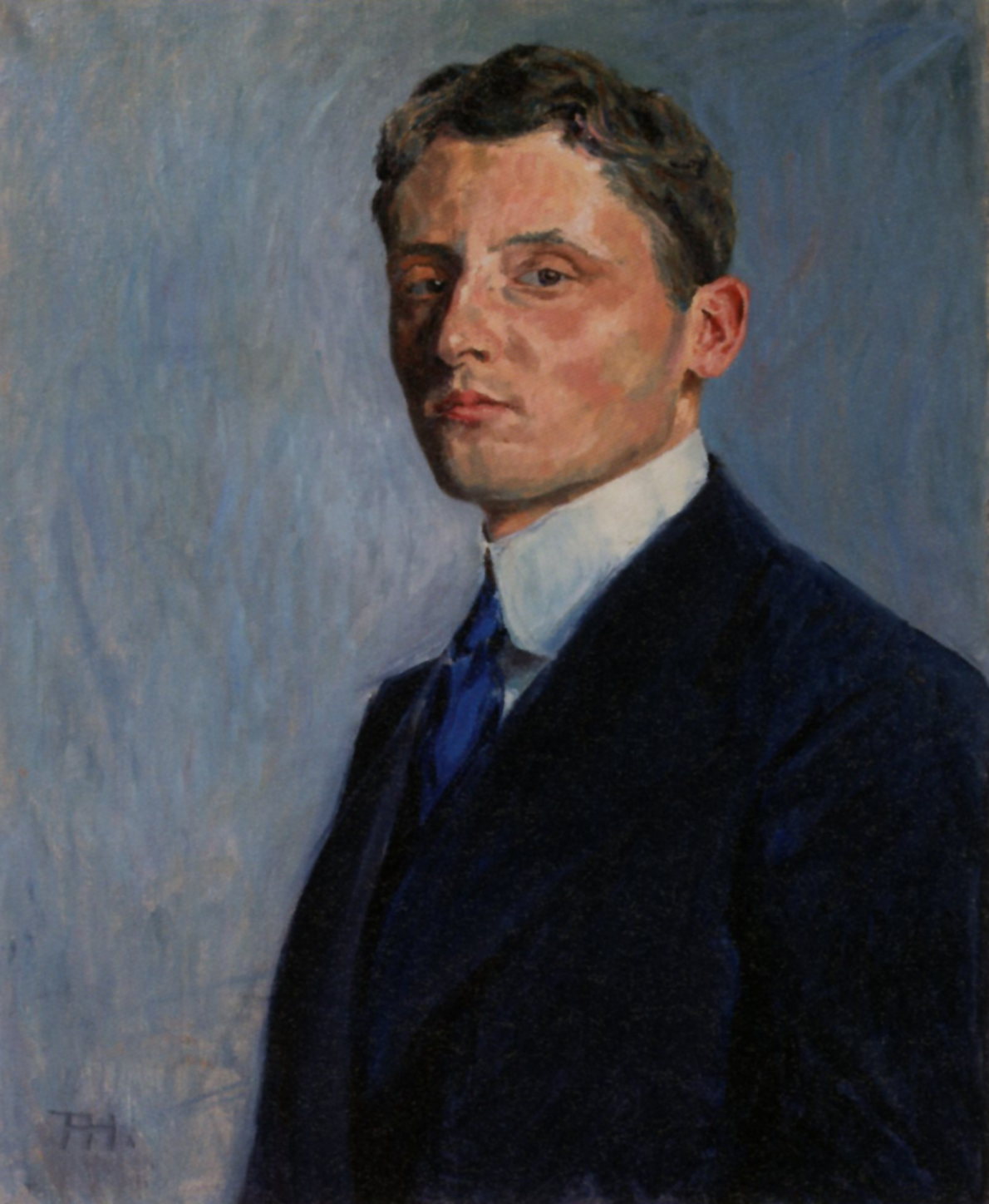
Autorretrato de August Haake hacia 1912.

August Haake (* 7. diciembre de 1889 en Bremen ; † 2 de enero de 1915 Bremen) fue un pintor dibujante, retratista y paisajista alemán.

## Vida

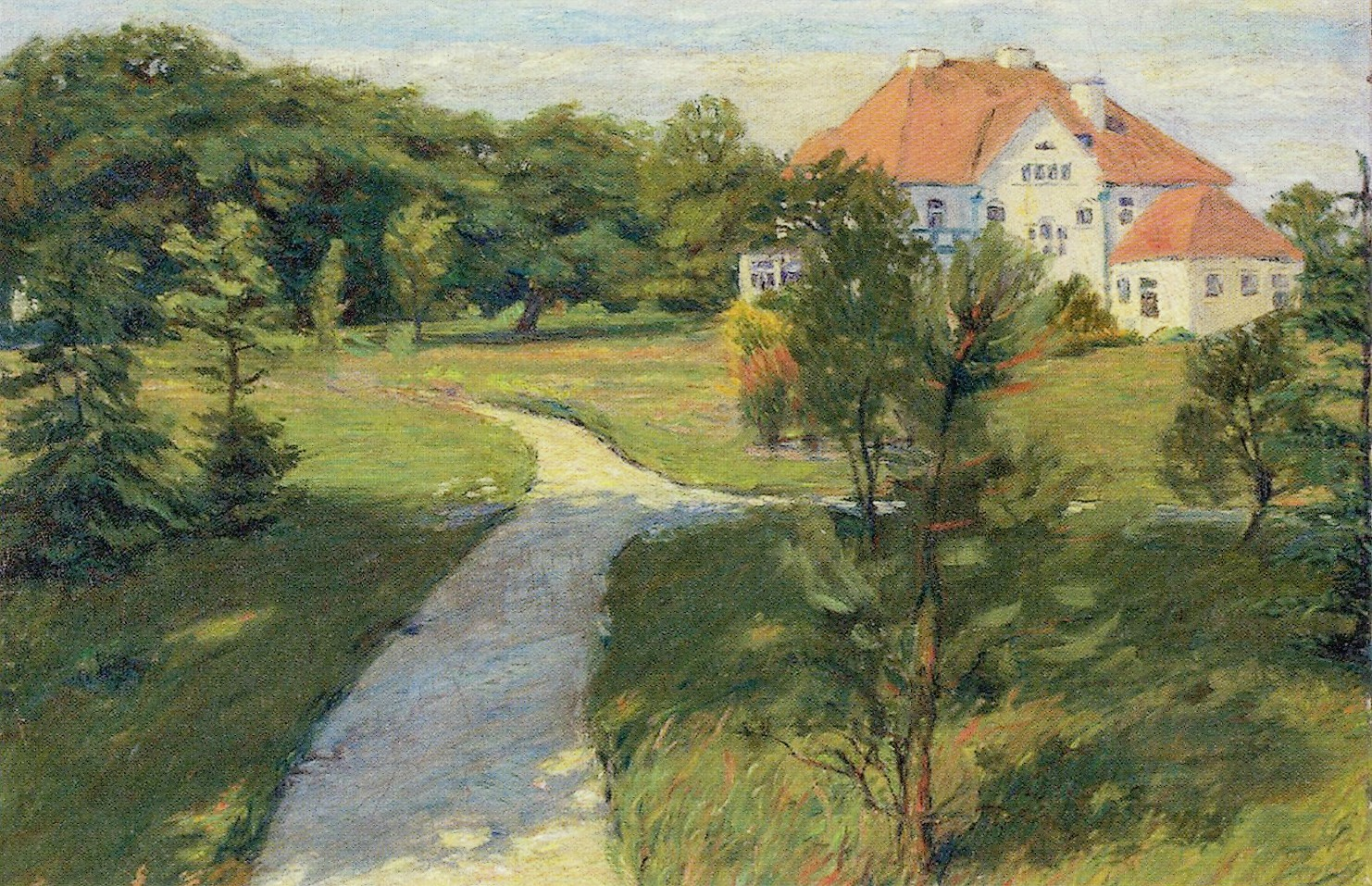
La casa de su infancia "Villa Haake" del pintor August Haake en Rockwinkel alrededor de 1910.

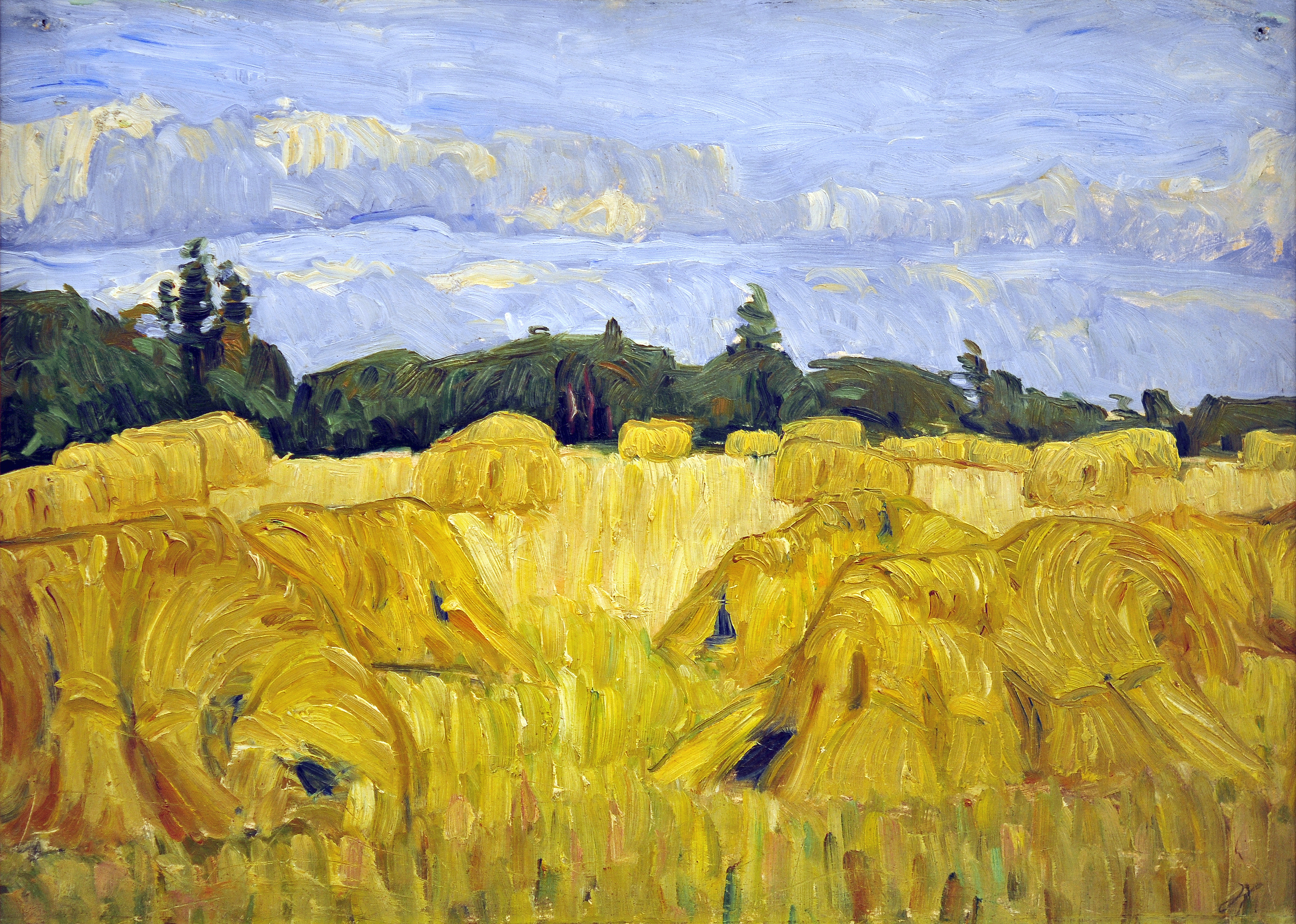
August Haake: "Campo con Kornhocken".

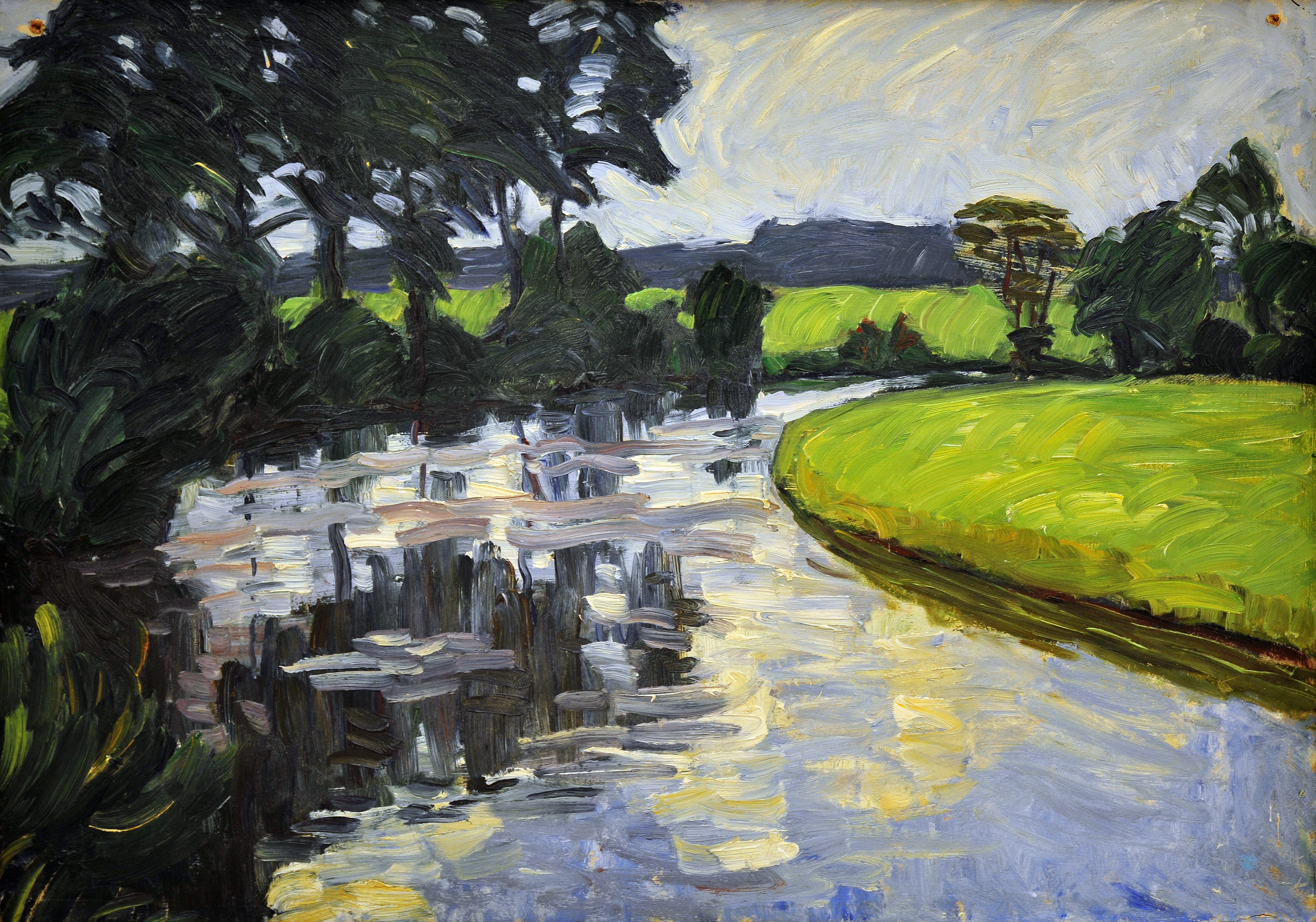
August Haake: "Sobre el Wümme ".

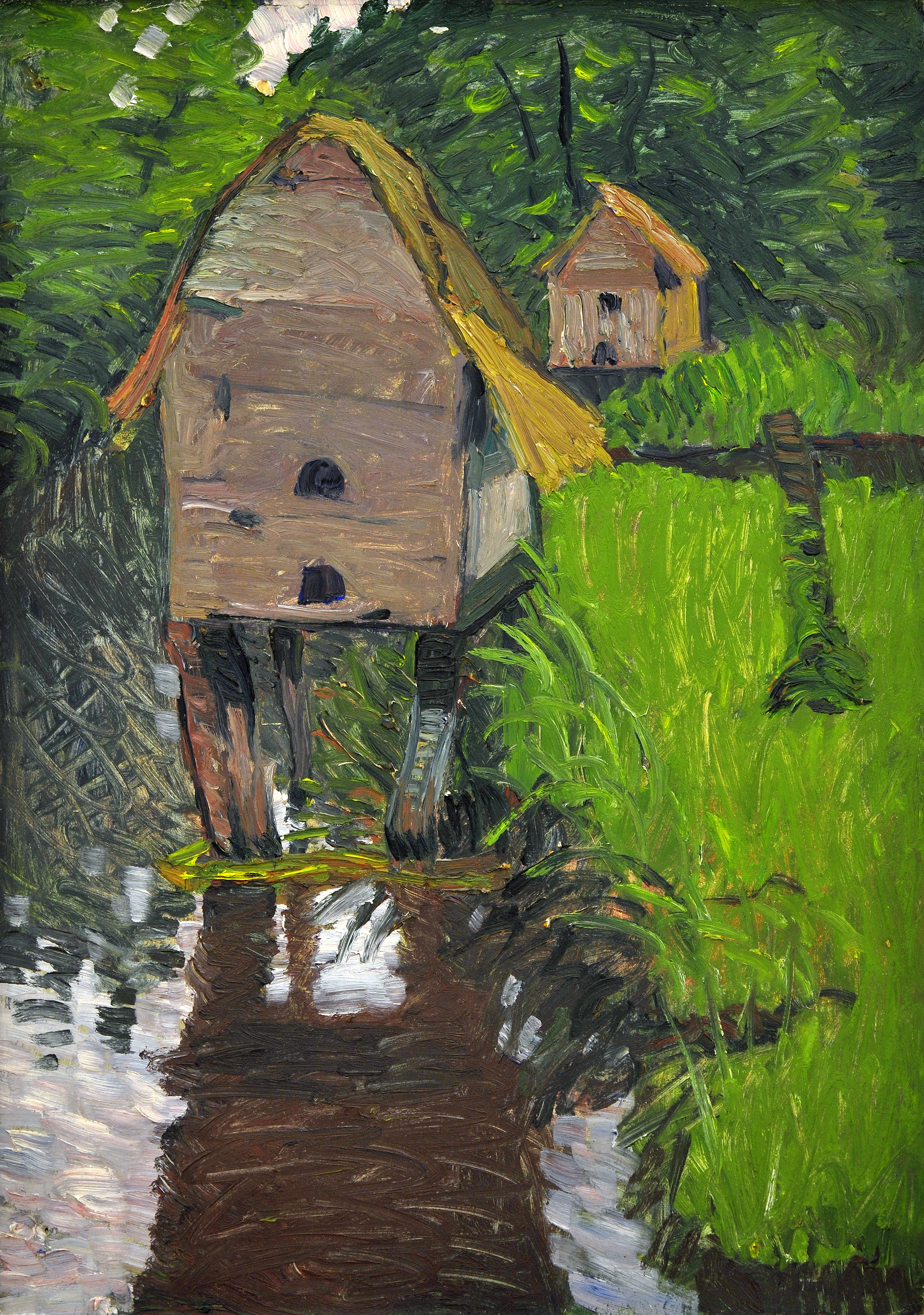
August Haake: "casas de pato". A la derecha hay un puente sobre un ramal del Wümme.

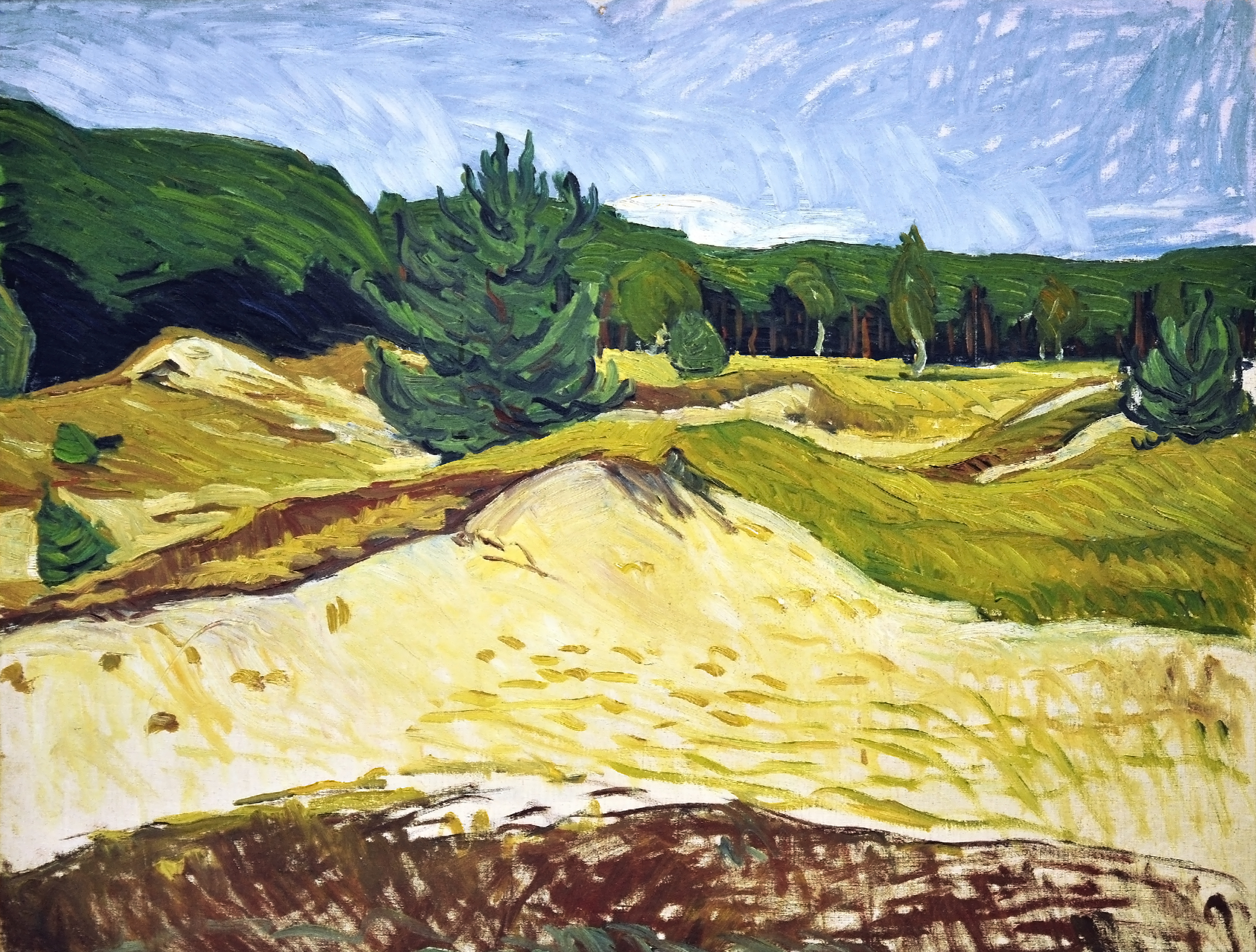
August Haake: "En el Surheide".

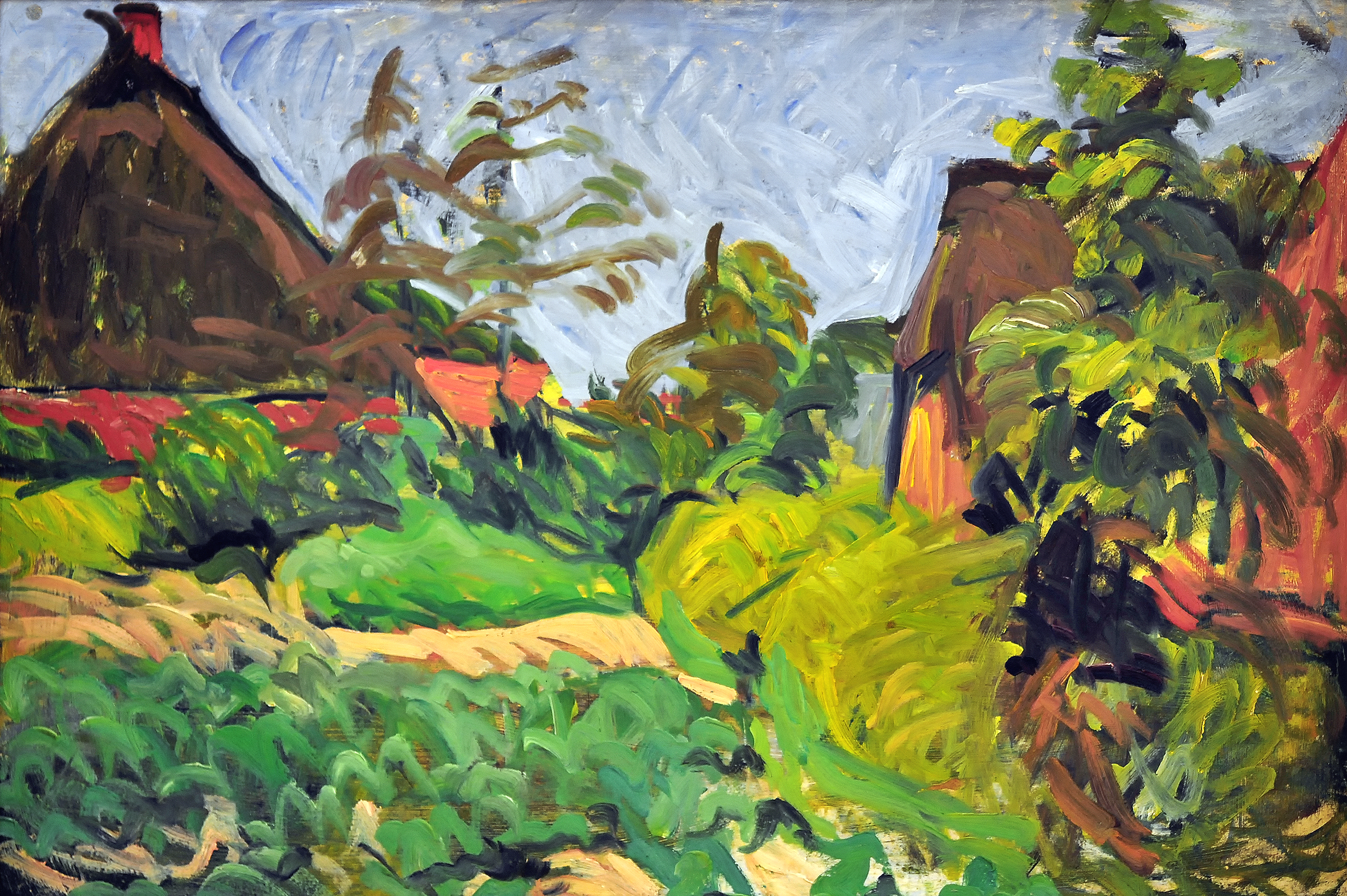
August Haake: "Verano en Fischerhude".

### Entorno familiar
August Haake nació el 7 de diciembre de 1889 como hijo único del comerciante Carl HG Haake y su esposa Anna de soltera Ehlers, en la casa de sus padres en Bremen en la Rembertistrasse, 81. Su padre Carl Haake trabajaba en la Obernstrasse No. 1 (luego en el nuevo edificio en Obernstrasse No. 11), en la tienda de Friedrich Haake de muebles, papel pintado, telas, etc., que existía desde 1849. Su rico padre tenía dos residencias, la primera en el casco antiguo de Bremen, la segunda desde 1909 en la finca Villa Haake en Rockwinkel en un gran parque con un gran lago. La finca de su tío Carl Ehlers también estaba cerca de la Villa Haake, y August Haake también visitaba a su abuela Emilie Ehlers y sus tíos Carl, Meno, Louis y Justus Ehlers.

### Infancia y adolescencia
August Haake vivió una infancia protegida en casa y con su abuela. Su salud era inestable, y su trastorno del habla eran particularmente problemático para él. Su tartamudeo aumentaba cuando estaba excitado, hasta el punto de quedarse completamente sin habla. Primero asistió al preescolar privado para varones de D. Müller y luego siguió el bachillerato, lo que, a pesar de su inteligencia, le causó dificultades debido a su impedimento del habla, por lo que tuvo que repetir algunas clases. En 1908 dejó la escuela secundaria después del undécimo grado, con el objetivo de convertirse en un hombre de negocios y con este fin tomó cursos de taquigrafía, mecanografía y teneduría de libros para acercarse a la meta profesional que su padre había esperado. Se trató su trastorno del habla en un instituto especial en Breslavia, pero el tratamiento especial no mejoró sus síntomas. Entonces su padre se dio cuenta de que August no era apto para la profesión comercial y que no podía tener un sucesor en su propia empresa. Por ello apoyó a su hijo en su deseo de convertirse en pintor.

### Formación vocacional
El hijo del empresario de Bremen, Walter Bertelsmann, que trabajaba como paisajista independiente en Worpswede, le dio lecciones de pintura en su propio estudio y al aire libre en la naturaleza en 1908 y se convirtió en su consejero y amigo. Le aconsejó que se convirtiera en pintor y le recomendó que siguiera pintando de la naturaleza al aire libre. En el semestre de verano de 1909, August Haake tomó un curso de pintura con el profesor Walter Magnussen en la Escuela de Artes Aplicadas de Bremen. Después siguió la sugerencia de Walter Bertelsmann de comenzar a estudiar en la Escuela de Arte Gran Ducal Sajona de Weimar. Estudió allí desde el semestre de invierno de 1909/1910 hasta 1914 con Fritz Thedy, Ariel Melchers, Hans Olde, Theodor Hagen y Fritz Mackensen. En 1912 se convirtió en alumno de maestría con el director Fritz Mackensen; compartió el estudio en Weimar con su amigo de la universidad Fritz Rusche . Durante las vacaciones del semestre, iba en su motocicleta ligera hasta Worpswede para ver a Walter Bertelsmann y desde 1911 hasta Fischerhude para pintar, donde estuvo con sus amigos artistas Rudolf Franz Hartogh, Helmuth Westhoff y Wilhelm Heinrich Rohmeyer. Para August Haake, los veranos en Worpswede y Fischerhude fueron los momentos más fructíferos de su vida. Su amigo de la universidad, Rudolf Franz Hartogh, a quien conoció mientras estudiaba en Weimar, era sordo de nacimiento y, por lo tanto, no le molestaba la tartamudez de August Haake.

### Los jóvenes salvajes de 1911 en Fischerhude
August Haake pintó en las casas de sus padres en Bremen y Rockwinkel, así como en los alrededores de Weimar, Worpswede y Fischerhude. Conocía Fischerhude de visitas de un día, pero en julio de 1911 y de julio a octubre de 1912 alquiló una habitación allí en la posada Berkelmann. Perteneció, junto con Johann Heinrich Bethke (1885-1915), Fritz Cobet (1885-1963), Rudolf Franz Hartogh (1889-1960), Wilhelm Heinrich Rohmeyer (1882-1936), Bertha Schilling (1870-1953) y Helmuth Westhoff (1891-1977), a los jóvenes salvajes de 1911 de Fischerhude. Se reunieron alrededor de Otto Modersohn, quien se había convertido en una figura destacada para los jóvenes artistas después de haber hecho campaña para la compra de la pintura de Vincent van Gogh “Campo de amapolas” por parte de la Kunsthalle Bremen. En ese momento, los cuadros de los pintores de Fischerhude estaban en la tradición de la escuela de Barbizon. En su trabajo artístico, August Haake estuvo cerca de los pintores Jean-François Millet, Vincent van Gogh, Lovis Corinth y Edvard Munch, pero desarrolló su propio estilo de pintura poderoso y con gran confianza en su elección de motivos. Además de retratos y pinturas de paisajes, también pintó motivos de los pueblos con todo lo que encontró en Fischerhude y sus alrededores.

### Muerte y entierro
Después de siete años de usar blanco de plomo como pigmento blanco en sus pinturas, August Haake notó síntomas de envenenamiento por plomo en el otoño de 1914. Probablemente tenía la costumbre de afilar los pinceles entre los labios antes de pintar. Murió el 2 de abril de 1915, durante una operación de estómago en la clínica San José, que se hizo necesaria debido al envenenamiento por plomo, a la edad de 25 años y 26 días. Fue enterrado en el cementerio de Riensberg en el distrito de Schwachhausen de Bremen, exhumado en 1916 y enterrado en Oberneuland en el cementerio de la Iglesia de San Juan en la cripta familiar.
August Haake conoció a la estudiante de música Hipo Döhrmann en Weimar. Ella se convirtió en su última novia. Con la ayuda del concertino de Bremen Oscar Pfitzner, cuya hija conocía, consiguió para ella un puesto de formación en Bremen. Pasó el verano de 1914 con ella y le presentó a sus padres. Después de su funeral en el cementerio de Riensberg, Hipo Döhrmann se reveló a los padres de August como su prometida. Carl y Anna Haake la trataron como a su propia hija. Carl y Anna Haake construyeron a los padres de Hipo una casa en su propia propiedad para que los padres de Hipo siempre pudieran estar cerca de ella. Después de la muerte de Carl y Anna Haake, Hipo Döhrmann heredó los efectos domésticos, así como la casa Haake y el parque circundante. Se casó y tuvo un hijo en este matrimonio, quien dilapidó poco a poco la herencia de su madre y la redujo a su pensión de viudedad.

## Obra

### Descubrimiento de sus obras
La herencia de August Haake, mantenida en la casa de sus padres, contenía más de 350 dibujos y pinturas. Sus padres querían estar cerca de él en su dolor y recogieron su legado artístico en su Villa Haake en Rockwinkel para preservarlo allí como su legado. A excepción de algunos cuadros propiedad de sus amigos pintores, que luego pasaron a su patrimonio y se atribuyeron a ellos mismos, las obras de no fueron accesibles al público durante muchos años. Después de la muerte de los padres Carl y Anna Haake, la herencia de August Haake con las pinturas, dibujos y cartas pasó primero al hermano de la madre de August, Carl Ehlers, y después de su muerte al primo de August, Meno Ehlers y su esposa Sibylle Ehlers. Poco a poco vendieron las obras y así las hicieron accesibles al público. Aproximadamente 52 años después de la muerte de August Haake, Volkert HU Koch adquirió la mayor parte del patrimonio artístico y reprodujo algunas de las obras en su biografía August Haake 1889–1915, publicada en 2006. Algunas obras son propiedad de Kunstverein Fischerhude en Buthmanns Hof e. V y las demás obras son de propiedad privada.

### Firmas
La procedencia, es decir, el origen de las obras del patrimonio conservado en la casa familiar, juega un papel decisivo en la atribución de las obras de August Haake, ya que solo había firmado sus obras desde 1907. Los dibujos y pinturas anteriores a veces tienen el monograma H o AH. El momento en que se crearon las obras a menudo tampoco se puede determinar debido a la falta de datación.
Desafortunadamente, el padre de August Haake no pudo publicar un catálogo razonado de las obras de su hijo recopiladas en su casa y asegurarlas. Por ello existe el riesgo de que entren en el mercado falsificaciones. Por lo cual el coleccionista Volkert HU Koch está intentando crear un catálogo razonado de August Haake .
Hay un intento de sacar conclusiones sobre la atribución de pinturas a partir de un hábito de August Haake. August Haake era propietario de una motocicleta ligera, con la que iba a los lugares del paisaje, que luego pintaba en el momento. Tenía la costumbre de perforar el cartón pintado en dos lugares por debajo del borde superior para pasar un trozo de cuerda a través de ambos agujeros y atarlo detrás de la imagen. Antes de conducir de regreso, tiraba de la cuerda sobre su cabeza y colgaba la pintura recién pintada y aún húmeda en su espalda para llevarla a casa ilesa. Los dos agujeros están clasificados bajo el nombre de Haake Signature como sustituto provisional de la firma de August Haake. Ya han ayudado a atribuir el cuadro sin firmar Entenhäuser in der Wümme, que estaba en propiedad de su amigo artista Wilhelm Heinrich Rohmeyer, a August Haake. Sin embargo, no se puede descartar que sus amigos artistas adoptaran su hábito.

### Reconocimiento póstumo de sus obras
Volkert HU Koch:
- August Haake demuestra ser un excelente retratista en sus pinturas y dibujos, pero su verdadero talento y su enfoque artístico están en el paisaje. Así es como él se ve a sí mismo, como lo enfatiza repetidamente en sus cartas. Siempre se inspira en 'su' paisaje del norte de Alemania, y se siente feliz en las 'colonias de artistas' como Worpswede y Fischerhude. Como es bien sabido, ambos lugares representan las numerosas colonias de pintores en el país y en el extranjero que se inspiraron en Barbizon. En el proceso, August Haake desarrolló un estilo de pintura expresivo que no coincidía inmediatamente con su falta de confianza en sí mismo. Pero son precisamente las limitaciones que experimenta una y otra vez debido a su problema de lenguaje, su tartamudez, las que posiblemente lo lleven a su propia pincelada impetuosa en los años 1910/11. Para él, el discapacitado del habla, el arte se convierte en un medio intenso de expresión de su personalidad; ahí radica el paralelo con su amigo y colega Rudolf Franz Hartogh de la misma edad. Aunque a August Haake no se le permitió seguir impulsando su desarrollo artístico, nos dejó una obra rica y madura, teniendo en cuenta el poco tiempo que tuvo para crearla." [10]

Nora Schwabe:
- La obra de Haake está determinada por la conexión con Bremen, Worpswede y Fischerhude. En el anhelo de originalidad, de lugares alejados del progreso técnico y la industrialización, encuentra lo que busca en el árido paisaje del norte de Alemania, al igual que los artistas de la primera generación de Worpswede. Él y los otros jóvenes artistas alrededor de Otto Modersohn tienen sus modelos a seguir en la escuela de Barbizon. Es el retorno artístico a Jean-François Millet y Vincent van Gogh lo que todavía es posible en la apartada Fischerhude. A partir de 1911, a través del contacto con Modersohn, Haake desarrolló su propio estilo de pintura notablemente poderoso y con una elección segura de motivos. La pincelada es suelta y amplia, basada en los pintores de Worpswede y Hartogh, que, en su audacia y tratamiento pictórico de luces y sombras, refleja fuertemente el modelo de Corinth y van Gogh."

## Participación en exposiciones
- 1910 Weimar: Exposición de la Escuela de Arte Gran Ducal Sajona en Weimar
- 1912-1914 Hamburgo, Galería Commeter: Exposición de la Asociación de Artistas del Noroeste de Alemania
- 1912 Weimar, Castillo Tiefurt : Exposición de la Escuela de Arte Gran Ducal Sajona en Weimar
- 1913 Bremen: Kunsthalle Bremen : Exposición de arte de Bremen 1913
- 1914 Bremen: Kunsthalle Bremen: Exposición Internacional Bremen 1914
- 1914 Bremen, Kunsthalle Bremen: Exposición de arte de Bremen 1914
- 1967 Bremen, Böttcherstrasse : exposición de ventas de obras de August Haake
- 1989–1990 Fischerhude, Fischerhuder Kunstkreis e. V. en la galería Fischerhude: Rudolf Franz Hartogh y August Haake: una amistad de artistas de Fischerhude.
- 2006 Fischerhude, asociación de arte Fischerhude en Buthmanns Hof e. V.: Retrospectiva
- 2011 Fischerhude, asociación de arte Fischerhude en Buthmanns Hof e. V.: Los jóvenes salvajes de 1911